# Оголване (геология)
Оголване на скалите е термин в геологията, при което скалите излизат над земната повърхност. Оголени скали се срещат предимно по бреговете на реките, склоновете на оврази и ровини, по гребените на планинските хребети и другаде. Освен по естествен път, образувани от дейността на природни агенти (течащи води, ледници, ветрове и др.) има и изкуствени оголвания на скалите, специално създавани или възникнали при различни строителни и минни разработки (изкопи, канавки, кладенци, шурфове, шахти, минни галерии и др.). Изследването на оголените скали позволява да се изясни геоложкия строежж на местността и широко се използва при извършване на геоложки снимки.